# Elliot Käck
 (mars 2023).
 (mars 2023).
Elliot Käck, né le 18 septembre 1989 à Stockholm en Suède, est un footballeur suédois qui joue au poste d'arrière gauche au Djurgårdens IF.

## Biographie
Le 4 novembre 2014, Elliot Käck s'engage avec le Djurgårdens IF. Käck débute en première division suédoise avec le Djurgårdens IF à l'âge de 25 ans le 9 avril 2015.
Le 8 décembre 2017, Käck s'engage avec le IK Start.
Après un an en Norvège, Elliot Käck retourne au Djurgårdens IF le 8 janvier 2019. Il devient Champion de Suède en 2019.